# Motacilla flava
La lavandera boyera (Motacilla flava) es una especie de ave paseriforme de la familia Motacillidae propia de Eurasia y África
Es una especie sedentaria en las zonas más templadas, pero las poblaciones que habitan en el norte y el este de su área de distribución emigran a África y el sur de Asia.

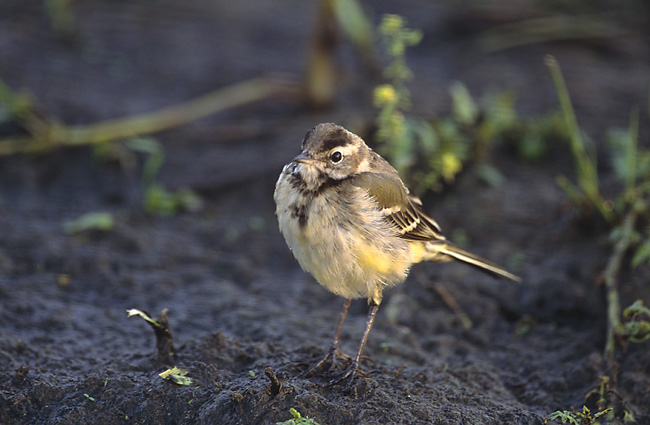
Ejemplar joven de lavandera boyera (M. f. flava).

Al llegar a la madurez alcanzan entre 15-16 cm, con una cola larga y característica de su género. Es la lavandera europea con la cola más corta. El macho adulto normalmente tiene un plumaje de color oliváceo que se vuelve amarillo en el vientre y la parte inferior del cuerpo. Existen algunas variedades cromáticas en las que el color amarillo se difumina en blanco. La cabeza de los machos presenta diseños colores variados en función de la subespecie.
La llamada es un chiído característico y agudo "yit".
Es un ave insectívora, que prefiere los claros cerca del agua, como los prados húmedos. Anida en arbustos, depositando una puesta de 4-8 huevos moteados.

## Filogenia
La filogenia de esta especie es extremadamente confusa. En un momento u otro se han descrito docenas de subespecies, y actualmente se consideran válidas 10 subespecies dependiendo. Anteriormente se consideraba conespecífica de la lavandera de Chukotka (Motacilla tschutschensis).

### Subespecies
Se reconocen las siguientes subespecies (La coloración descrita se refiere a los machos excepto cuando se especifica otro dato):

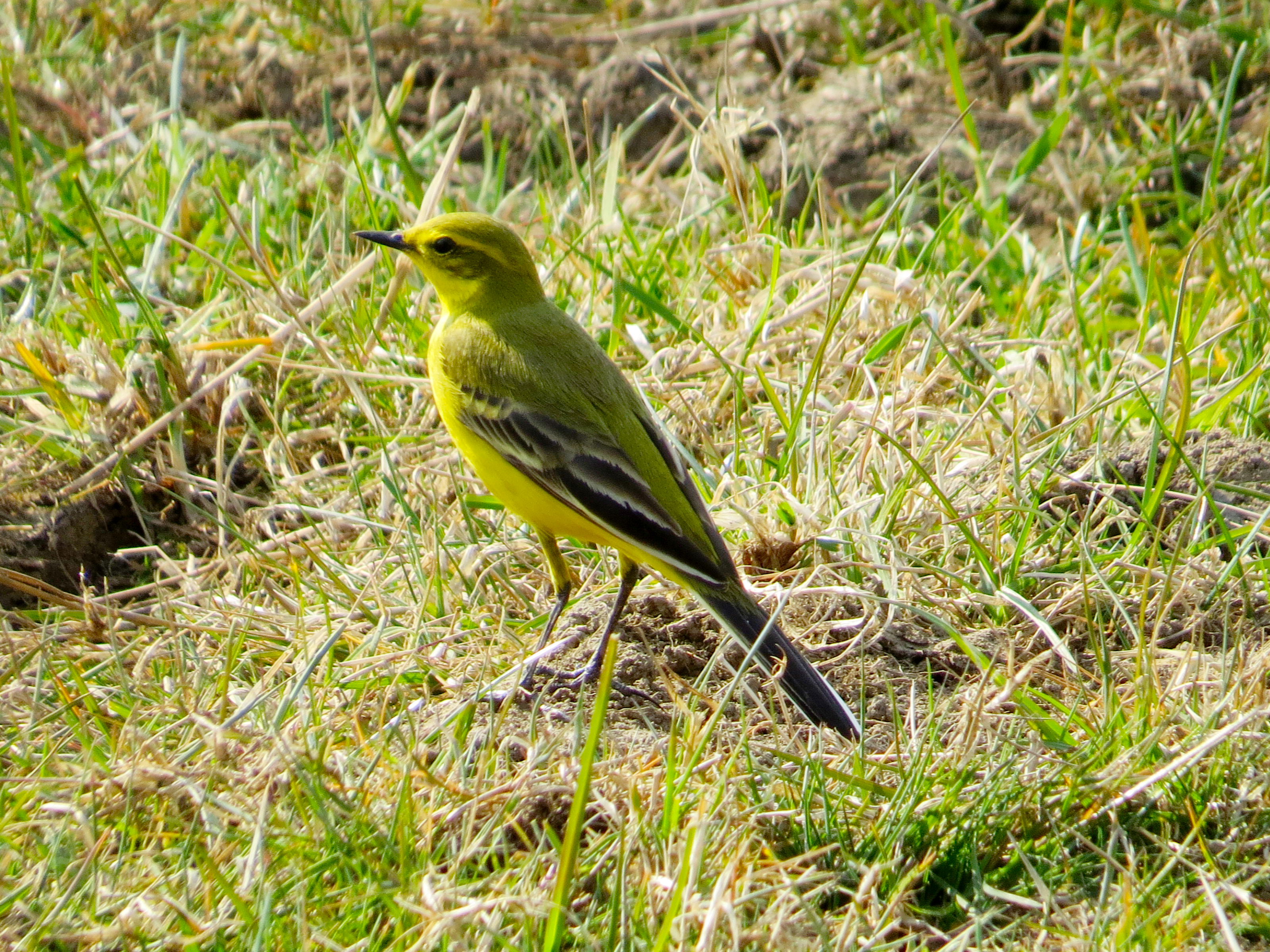
Macho de M. f. flavissima.

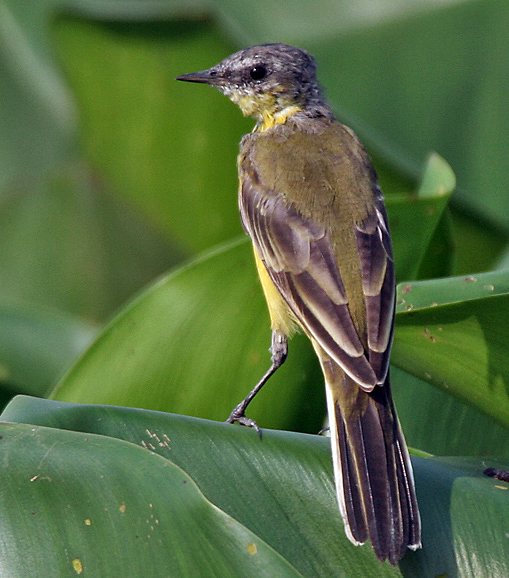
Adulto de M. f. thunbergi en la India.

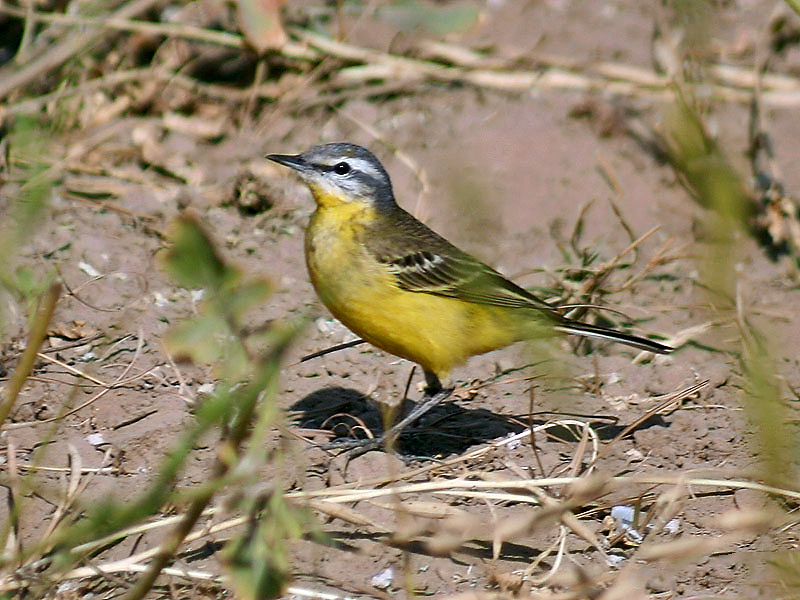
Macho adulto de M. f. beema.

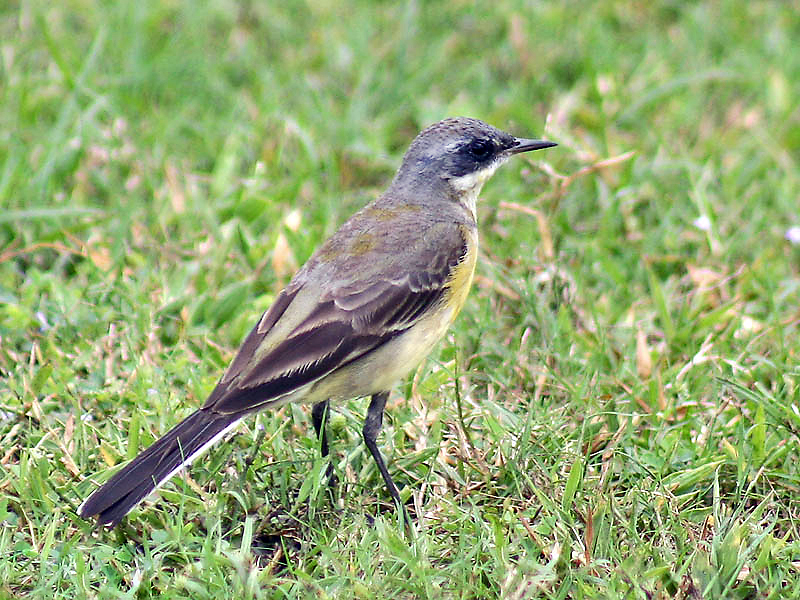
Hembra M. f. feldegg.

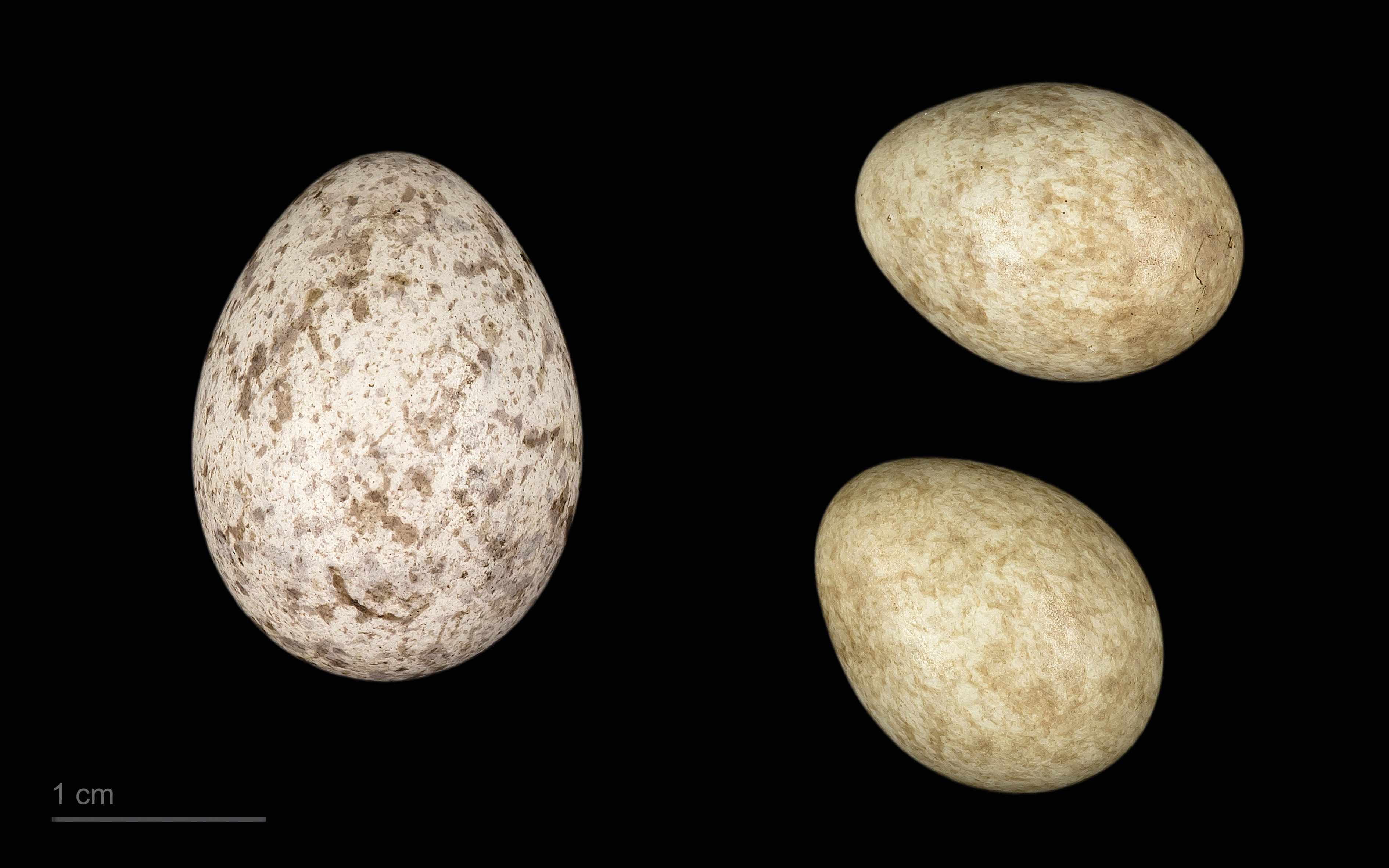
Cuculus canorus canorus en un nido de Motacilla flava - MHNT

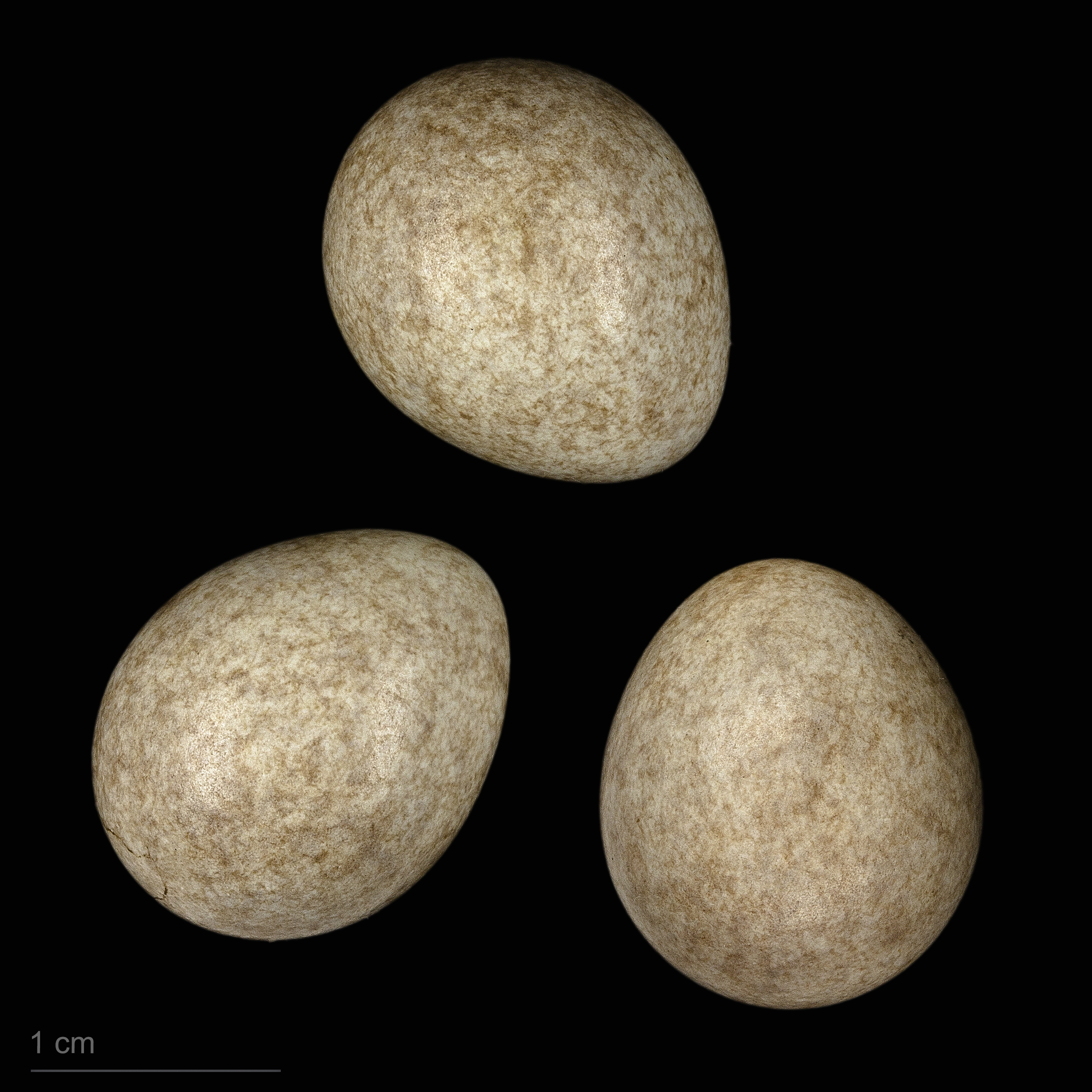
Motacilla flava iberiae - MHNT

- M. f. flava Linnaeus, 1758

Cabeza azul grisácea con franjas y plumas blancas en los machos y un color oliváceo difuminado en las hembras.
Habita desde el sur de Escandinavia hasta Francia, llegando por el este hasta los montes Urales. En invierno hiberna en el África subsahariana.
- M. f. flavissima Blyth, 1834

Cabeza verde amarillenta con un supercilio amarillo brillante. Las hembras son más pálidas en el vientre que los machos.
Habita en Gran Bretaña y los países alrededor del Canal de la Mancha. Pasa el invierno en África.
- M. f. thunbergi Billberg, 1828

Cabeza gris oscura hasta las mejillas y sin blanco en los machos; de color oliváceo claro con un supercilio verdoso en los machos.
Habita en el norte de Europa llegando por el este hasta el noroeste de Siberia. Pasa el invierno en África, la India y el sudeste asiático.
- M. f. iberiae Hartert, 1921

Similar a la subespecie flava, pero con la garganta blanca y gris oscura, el plumaje casi negro alrededor de los ojos.
Habita en el sudeste de Francia, la península ibérica y llega hasta el norte de África, desde Marruecos a Túnez. Pasa el invierno en el África subsahariana, desde Gambia a Camerún.
- M. f. cinereocapilla Savi, 1831

Similar a la subespecie iberiae pero sin supercilio.
Habita en Sicilia, Cerdeña, Italia, Eslovenia. Hiberna en la costa de Túnez y Argelia, llegando hasta Mali y el lago Chad.
- M. f. pygmaea (A. E. Brehm, 1854)

Similar a la subespecie cinereocapilla, pero más pequeña y menos brillante.
Habita en el delta del río Nilo, y el Bajo Nilo, donde reside todo el año.
- M. f. feldegg Michahelles, 1830

Similar a la subespecie thunbergi pero con cabeza negra en los machos, las hembras tienen un plumaje más apagado, con un tono amarillento jaspeado en el vientre y la garganta blanca.
Habita en los Balcanes y por el este llegan hasta el mar Caspio, Turquía, Irán y Afganistán. Pasa el invierno en África central, desde Nigeria, Uganda y Sudán.
- M. f. lutea (S. G. Gmelin, 1774)

Cabeza amarilla con cuello verde en los machos, y las hembras similares a las de la subespecie flava pero más vistosas..
Habita en el curso inferior del río Volga hasta el río Irtysh y el lago Zaysan. Pasa el invierno en África y el subcontinente indio.
- M. f. beema (Sykes, 1832)

Similar a la Motacilla flava pero la cabeza es de color gris claro, blanco en torno a los oídos; los dos sexos son muy similares.
Habita al norte de la Motacilla lutea, llegando al este hasta la zona de Ladakh. Pasa el invierno en el subcontinente indio, también en África Oriental y en el sur de Arabia.
- M. f. leucocephala  (Przevalski, 1887)

Los machos son similares a los de Motacilla flava, pero con la cabeza de un gris claro muy pálido, casi blanco. Las hembras son como las hembras de Motacilla flava, pero la cabeza es más oscura.
Habita en el noroeste de Mongolia y en los territorios próximos de China. Pasa el invierno en la India.